# Michael Shrieve
Michael Shrieve, né le 6 juillet 1949 à San Francisco, est un batteur, percussionniste et compositeur de musique électronique américain. Il est connu pour avoir été le batteur du groupe Santana, en particulier lors du festival de Woodstock alors qu'il n'avait que 20 ans.

## Trajectoire musicale
Michael Shrieve est le batteur du groupe Santana de 1969 à 1974, participant à ses huit premiers albums. 
Il entre dans la légende du rock and roll à l'âge de 20 ans au festival de Woodstock, en 1969. Son legendaire solo de batterie de deux minutes cinq secondes dans Soul Sacrifice révèle la puissance de son talent ; la diffusion mondiale du film Woodstock, immortalise ce moment fort et contribuera, mieux que tous ses disques, à la renommée du groupe.
Par la suite, Shrieve joue au sein du Hagar Schon Aaronson Shrieve, formation connue aussi sous le nom de HSAS (avec Sammy Hagar, futur chanteur du groupe Van Halen, Neal Schon, et Kenny Aaronson). Il est présent sur In the Eye of the Storm (1984), premier album solo de Roger Hodgson (membre du groupe Supertramp), ainsi que sur des albums d'artistes importants : Emotional Rescue (1980), Tattoo You (1981) et Rewind (1984), des Rolling Stones, l'anthologie Jefferson Airplane Loves You (1982), de Jefferson Airplane, ou bien Miserere (1994), de Zucchero, par exemple. Il collabore avec  David Beal, Andy Summers (guitariste du groupe The Police), Steve Roach, Stomu Yamashta, Jonas Hellborg, Buckethead ou Douglas September.
Michael Shrieve est nommé au Rock and Roll Hall of Fame en 1998.

## Discographie

### Batteur
(Cette discographie est incomplète)
- (1969) avec Santana - Santana (batterie)
- (1970) avec Santana - Abraxas (batterie)
- (1971) avec Santana - Santana III (batterie)
- (1972) avec Santana - Caravanserai (batterie)
- (1973) avec Santana - Welcome (batterie)
- (1974) avec Santana - Borboletta (batterie)
- (1976) avec Automatic Man
- (1976) avec GO Stomu Yamashta
- (1979) avec Richard Wahnfried - Time Actor (percussion)
- (1981) avec Novo Combo Novo Combo (album) (batterie)
- (1981) avec Richard Wahnfried - Tonwelle (batterie)
- (1981) avec Klaus Schulze- Trancefer (percussion)
- (1982) avec Novo Combo Animation Generation (batterie)
- (1984) avec Richard Wahnfried - Megatone (percussion)
- (1984) avec Hagar Schon Aaronson Shrieve (HSAS) - Through The Fire (batterie)
- (1984) avec Roger Hodgson - In the Eye Of the Storm (batterie)
- (1985) avec Mick Jagger - « She’s The Boss » (batterie)
- (1995) avec Jonas Hellborg et Buckethead - Octave of the Holy Innocents (batterie)
- (2004) avec Revolution Void - Increase The Dosage (batterie) (seulement une piste)
- (2016) avec Santana - Santana IV (batterie)

### Compositeur
- (1984) Transfer Station Blue (avec Kevin Shrieve et Klaus Schulze, enregistré entre 1979 et 1983)
- (1989) The Big Picture (avec David Beal)
- (1989) Stiletto (avec Mark Isham, David Torn, Andy Summers et Terje Gevelt)
- (1989) The Leaving Time (avec Steve Roach)
- (1995) Two Doors (avec Jonas Hellborg et Shawn Lane)
- (2001) Fascination (avec Bill Frisell et Wayne Horvitz)
- (2005) Oracle (avec Amon Tobin) Available only on iTunes
- (2006) Drums of Compassion  (avec Jeff Greinke, Jack DeJohnette, Zakir Hussain et Airto Moreira)

### Producteur
- (2007) AriSawkaDoria - Chapter One (coproducteur)